# سوزي إيسمان
سوزي إيسمان هي ممثلة، ستاند أب كوميدي، كاتبة ومنتجة أمريكية ولدت في 31 مايو 1955.

## روابط خارجية
- سوزي إيسمان على موقع IMDb (الإنجليزية)
- سوزي إيسمان على موقع ألو سيني (الفرنسية)
- سوزي إيسمان على موقع ميوزك برينز (الإنجليزية)
- سوزي إيسمان على موقع أول موفي (الإنجليزية)
- سوزي إيسمان على موقع قاعدة بيانات الأفلام السويدية (السويدية)
- سوزي إيسمان على موقع إن إن دي بي (الإنجليزية)
- سوزي إيسمان على موقع قاعدة بيانات الفيلم (الإنجليزية)
- سوزي إيسمان على موقع كينوبويسك (الروسية)